# ローズ・オニール
ローズ・セシル・オニール（Rose Cecil O'Neill、1874年6月25日 - 1944年4月6日）は、アメリカ人の漫画家、イラストレーター、芸術家、作家。アメリカの女性漫画家として最初期の一人。
1909年に発表したキューピーは世界的なキャラクターとなった。1912年に発売されたキューピー人形の人気により、一時は世界で最も裕福な女性イラストレーターだった。芸術制作や大人向けの小説・詩集の執筆も行った。女性参政権の活動家でもあり、アメリカ女性殿堂に迎えられている。

## 経歴

### 生い立ち
ローズ・セシル・オニールは1874年6月25日にペンシルベニア州ウィルクスバリで生まれた。父ウィリアム・パトリック・ヘンリーと、「ミーミー」と呼ばれていた母アリス・セシリア・アセナテ・セニア・スミスの間の第二子だった。書籍商の父親は浮世離れした文学・美術・演劇の愛好家だった。実際的な性格の母は教師であり、才能ある音楽家・女優でもあった。オニールはアイルランド系の父親からケルト的な想像力を受け継いだといわれている。きょうだいが五人おり、妹のカリスタは後年にローズのマネージャーとして長く生活を共にすることになる。ローズが生まれてまもなく、一家はネブラスカ州の開拓地を目指したが、大草原での生活に挫折してオマハの街に移った。伝統的な夫婦の役割とは対照的に、ミーミーが教師として一家の稼ぎ手となり、ウィリアムは家で子供と遊ぶことが多かった。
ローズ・オニールは幼いころから絵画や文筆に才能と情熱を発揮した。一家の暮らし向きは悪く、絵は父の本から独学で学ぶしかなかった。オニールはミケランジェロやレオナルド・ダ・ヴィンチの絵に親しみ、シェイクスピアやホメロスを愛読した。13歳で『オマハ・ヘラルド』紙が主催する児童画のコンテストに応募し、「地獄へと導く誘惑（Temptation Leading to an Abyss）」と題する絵で一等を獲得した。審査員は受賞者が幼すぎることから模写を疑い、その場で絵を描かせてみたという。
それから2年のうちに、コンテストの審査員を務めていた『オマハ・ワールドヘラルド』紙の編集者や『エヴリバディ・マガジン』誌のアートディレクターの紹介によって、地元オマハの出版物『エクセルシオール』『ザ・グレート・ディヴァイド』などにイラストレーションを描くようになった。父は書店業で家族を養うのに苦労していたため、稿料は家計の足しにされた。そのかたわらオマハのセイクリッド・ハート修道院付属学校に通った。

### 第一世代の女性イラストレーターとして

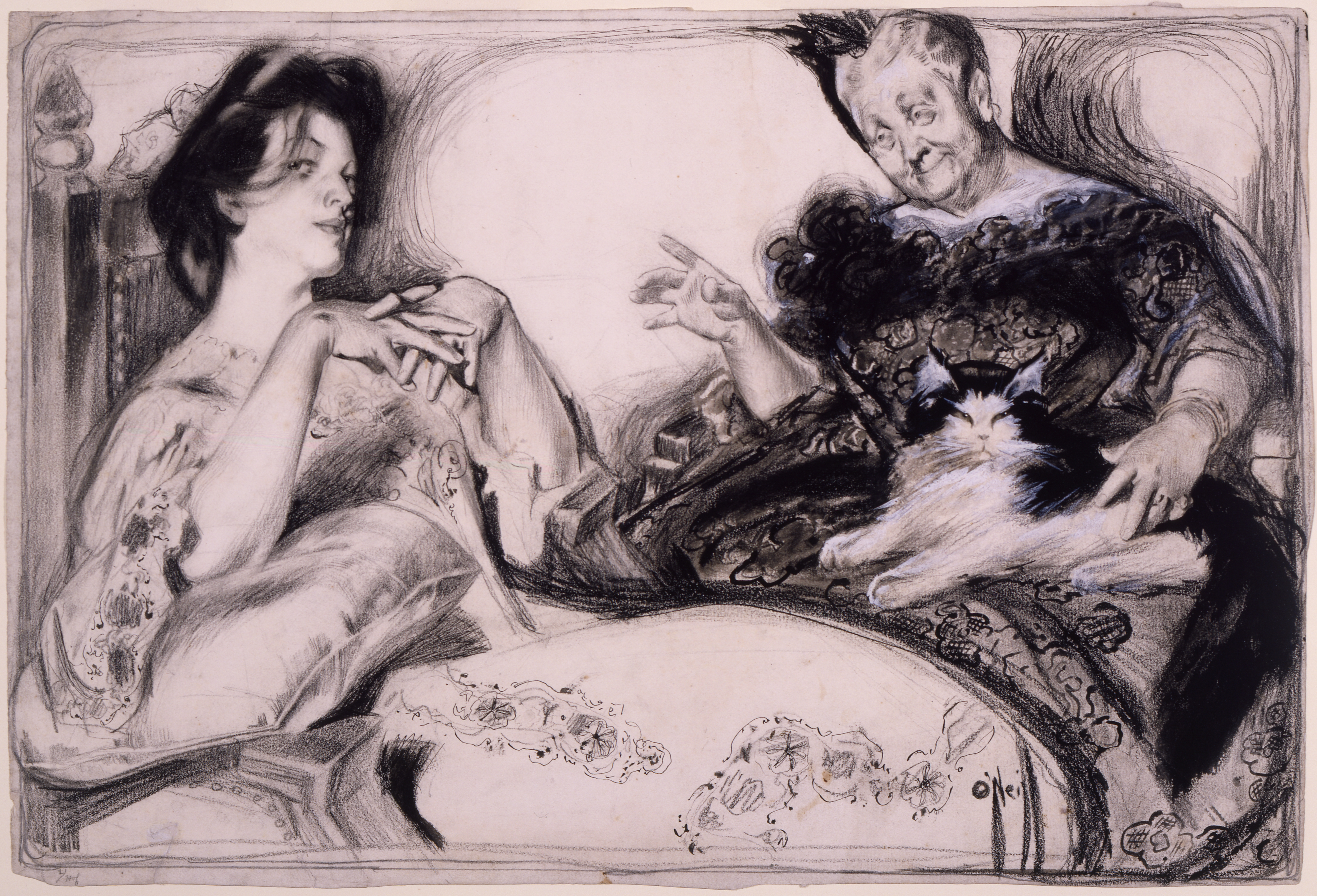
『パック』に掲載された一コマ漫画「そぶり（Signs）」（1904年）。
エセル「あの人ったら、あたしを見る目がとても優しくて、そばにいってあげると舞い上がるし、冷たくするとひどい落ち込みようなの。これってどういう意味かしら？」
母親「エセルや、その方がとんだ役者だってことだよ」

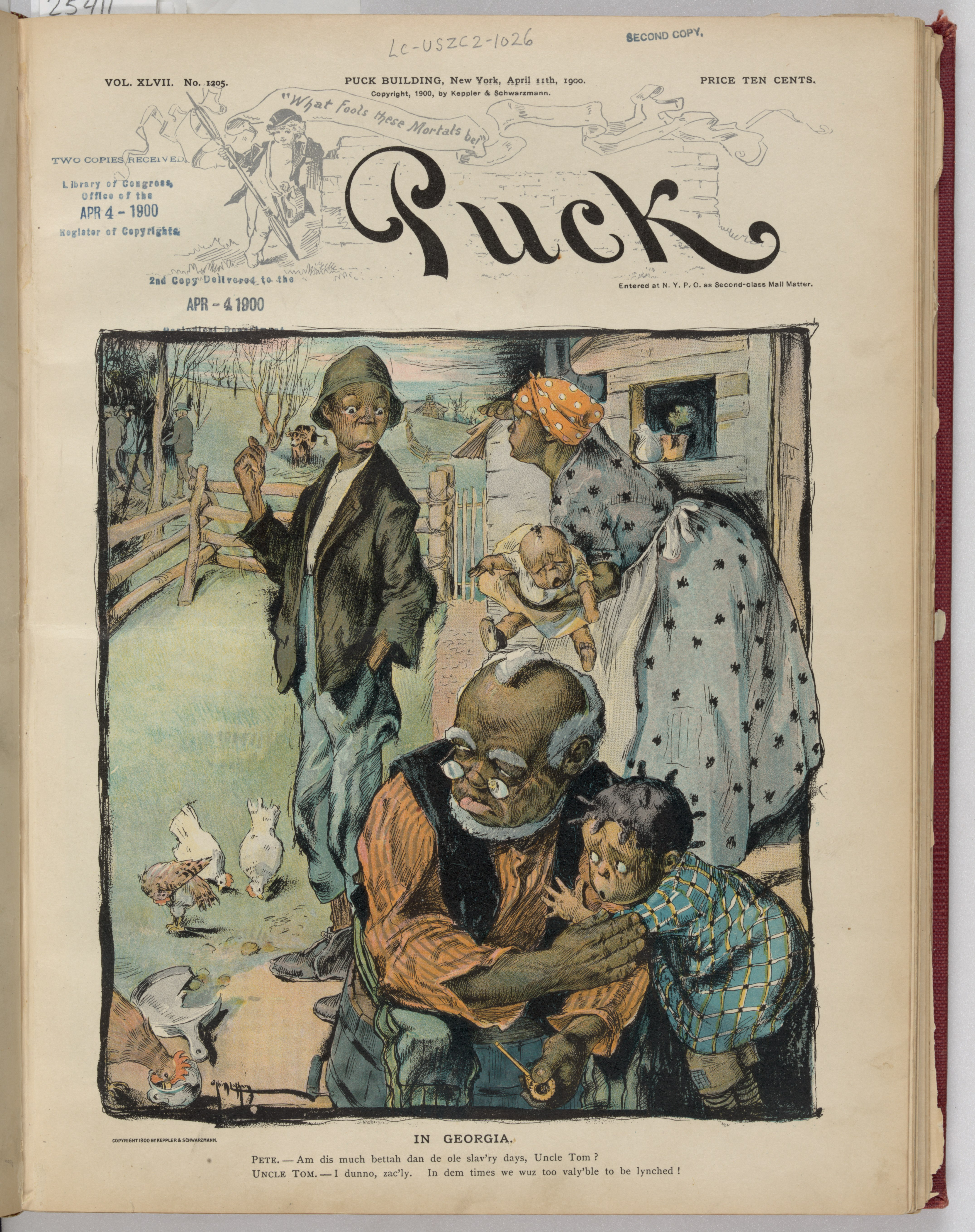
『パック』1900年4月号の表紙絵「ジョージアにて（In Georgia）」。
ピート「これでも奴隷だったころよりマシかねえ、トムのとっつぁん？」
アンクル・トム「どうだかなあ。あのころぁ誰もわしらをリンチなんぞしなかった、もってえねえからな！」

1893年、オニールの父は娘の才能を生かすためニューヨークに送って画家の道を進ませようとした。その途上、シカゴの万博に立ち寄ったオニールは生まれて初めて本格的な絵画や彫刻を目にした。それまでは父の蔵書で見るしかなかったものだった。ニューヨークでは聖レジス修道女会の修道院に預けられた。オニールは修道女に付き添われて出版社を回り、小説の原稿やポートフォリオに収めた60枚の絵を持ち込んだ。絵は数社の出版社に売れ、新しく依頼も得られた。
1896年9月19日付の『トゥルー』誌に掲載された The Old Subscriber Calls はイラストレーションではなくコミック・ストリップ形式の作品だった。世界初のコミック・ストリップとされる『ホーガンズ・アレイ（イエロー・キッド）』の連載が始まったのは前年であり、オニールはアメリカで最初の女性漫画家だと考えられている。ただし当時は女性の社会進出が必ずしも歓迎されていなかったため、初期の作品は単に「オニール」と署名され、作者の性別は隠された。このころオニールは女性読者から多くのラブレターを受け取ったという。
1897年に男性向けの風刺雑誌『パック』とフルタイムの契約を結んだ。編集部に女性は一人だけだった。オニールは同誌に通算で700枚以上の作品を載せた。題材は女性と子供、西部開拓や人種問題など幅広かった。女性学と漫画を研究する大城房美はそれらの作品が「「女性」という視点を意識しており、作品の中から読者を見据える女性はそれぞれ主体性を持って描かれている」と述べている。黒人を題材とした作品も、当時の類型化された表象とは一線を画す先進的なものだった。しかしオニールの回想では、知的で強い女性やマイノリティを描いたイラストレーションを『パック』に寄稿しても、文章を担当する編集者によって茶化されてしまったという。
イラストレーターとして名声を確立したオニールはそれ以降、『ハーパーズ』や『ライフ』をはじめとする雑誌、ジェローやケロッグ、コダックのような企業広告、本の挿絵、小説や絵本の執筆など広い分野で1930年代に至るまで途切れずに活動を続けることになる。

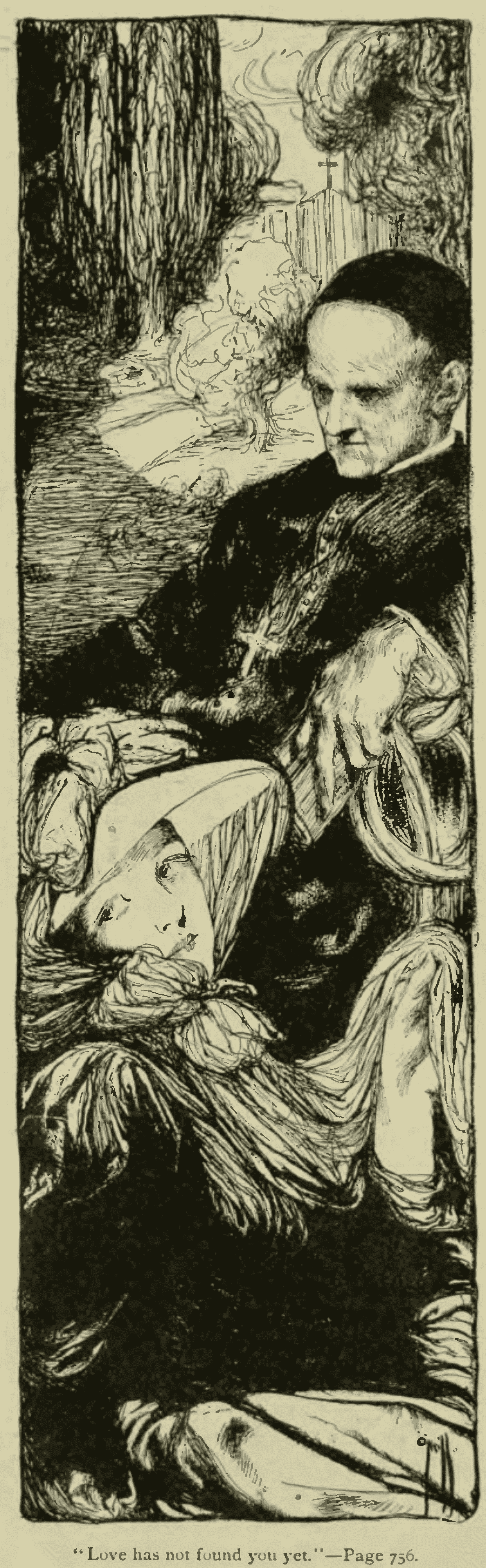
『スクリブナーズ・マガジン』1980年12月号より、テンプル・ベイリー作の短編「フィリダ」挿絵。
「あなたはまだ愛を知りますまい」

### 二度の結婚
オニールがニューヨークで活動しているころ、生活に窮した父親はホームステッド法を利用してミズーリ州のオザーク高原で原野のただなかにある土地を取得した。そこには屋根付き通路を挟んで二つの丸木小屋（食堂と寝室）が並ぶ「ドッグトロット」形式の家が建っていた。オニールはこの地所を気に入り、「ボニーブルック」と名づけた。生涯を通じてニューヨーク、コネティカット、パリ、イタリアと頻繁に転居したオニールだったが、家族の住むボニーブルックは特別な土地であり、精神的な癒しとインスピレーションを求めて何度も戻ってくることになる。
1896年、オマハに住んでいたころに知り合ったグレイ・レイサムというヴァージニア出身の若者と結婚した。この時期はペンネームをオニール・レイサムとしていた。レイサムの一族は洗練された貴族の家系で、グレイの父ウッドヴィルは一種の投影式映画を発明した人物だった。レイサムもメキシコへ映画の撮影旅行を行い、その間オニールに絶え間なくラブレターを送り続けたという。レイサムは情熱的な恋人だったが、金銭的にだらしなかった。夫が原稿料を勝手に引き出してしまうため、オニールは出版社から帰る車代にも事欠くありさまだった。家族を養わなければならないオニールは結婚生活を断念し、ボニーブルックに近いトーニー郡に移り住み、そこで1901年に離婚申請を行った。レイサムは同年に死亡した。離婚成立前に死んだとしている資料もある。
1901年の終わりごろ、オニールのもとに匿名の手紙と贈り物が届き始めた。送り主は『パック』の編集アシスタントのハリー・レオン・ウィルソンだと判明し、やがて親密になった二人は1902年に結婚した。ウィルソンは同時期に小説家に転じ、それから3年のうちに『神のライオンたち（The Lions of the Lord）』、『ささやかなる理想郷の主（The Boss of Little Arcady）』などを書いた。挿絵はいずれもオニールが描いた。オニールもまた1904年に小説第一作『エドウィーの愛（The Loves of Edwy）』を書き、自分で挿絵を付けた。1905年の『ブック・ニュース』誌に掲載された同作のレビューは、オニールの絵が「人間性に対するたぐいまれな広い共感と理解」を備えていると評した。夫婦は1907年に離婚した。明朗なオニールと陰気で冷笑的なウィルソンは性格的に合わなかったとも伝えられる。

### 「新しい女」
19世紀には女性に教育の機会が開かれたことで職業的な女性芸術家が社会に進出し始め、女性の芸術家協会も現れた。しかしこの動きは芸術の低質化につながるのではないかと見られていた。歴史家ローラ・プリエトによると、それらの協会は偏見に対抗するため「どんどん主張を強めて大胆に」なっていった。その土壌の上に誕生したのが、教養があり近代的で自由な「新しい女」という女性像である。この運動にはオニールも深くかかわっていた。プリエトによると女性画家は「「新しい女」を伝える上で核心的な役割を果たした。その偶像を絵にすることによって、あるいは新しい生き方を自分たちの人生で体現することによって」。アメリカで19世紀末から20世紀初頭にかけて刊行された11000種の雑誌・定期刊行物は購読者の88%を女性が占めていた。絵を描く女性は増えていき、出版社は彼女たちを雇って女性の視点によるイラストレーションを描かせた。この時期に活躍した女性画家にはオニールのほか、ジェニー・オーガスタ・ブランズクーム、ジェシー・ウィルコックス・スミス、エリザベス・シッペン・グリーン、ヴァイオレット・オークリーがいる。

### キューピーの一大ブーム

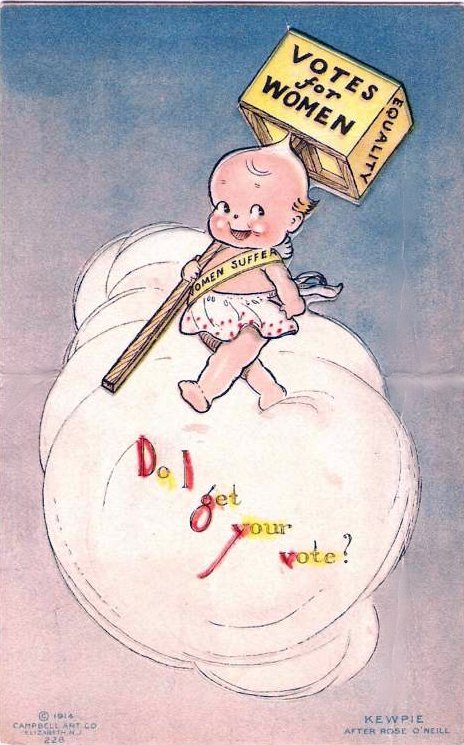
キューピーの絵が使われた女性参政権を訴えるポストカード（1914年）。

1908年にはオニールの名声を不動のものとする奇抜なキャラクター、キューピーが生まれた。もともとオニールはデビュー当初から羽の生えた赤ん坊のモチーフをよく描いていた。人気雑誌『レディーズ・ホーム・ジャーナル』の編集者エドワード・ボックはこの妖精たちに目を付け、子供向けのイラストレーションの主人公にするよう提案した。オニールは依頼にこたえて、1909年のクリスマス号に韻文でストーリーを付けた絵物語「キューピーたちのクリスマス浮かれ騒ぎ（The KEWPIES' Christmas Floric）」を寄稿した。これが「キューピー」の初出となった。キューピー（Kewpie）の名はローマ神話の愛の神キューピッドから取ったものである。大勢のキューピーたちはみな頭の先の髪がとがった赤ん坊のような姿をしており、いたずら好きだが善意の塊で、困っている人を助けてくれる。オニールは「ぽっちゃりした小さい妖精の一種で、頭にあることといえば、楽しくやると同時に親切でいる方法を教えたいということだけ」と説明している。続いて『ウーマンズ・ホーム・コンパニオン』や『グッド・ハウスキーピング』にも一回数ページのコミック作品が掲載され、キューピーはたちまち人気となった。1917年には全米各紙でサンデー・コミックス（新聞日曜版の連載漫画）や一コマ漫画（「キューピー・コーナー」）の連載が始まった。オニールによってアメリカ人の「愚直、ひょうきん、気の良さ、冒険心、達観、そして博愛心」を体現させられたキューピーは国民的な「ドリーム・チャイルド」となった。

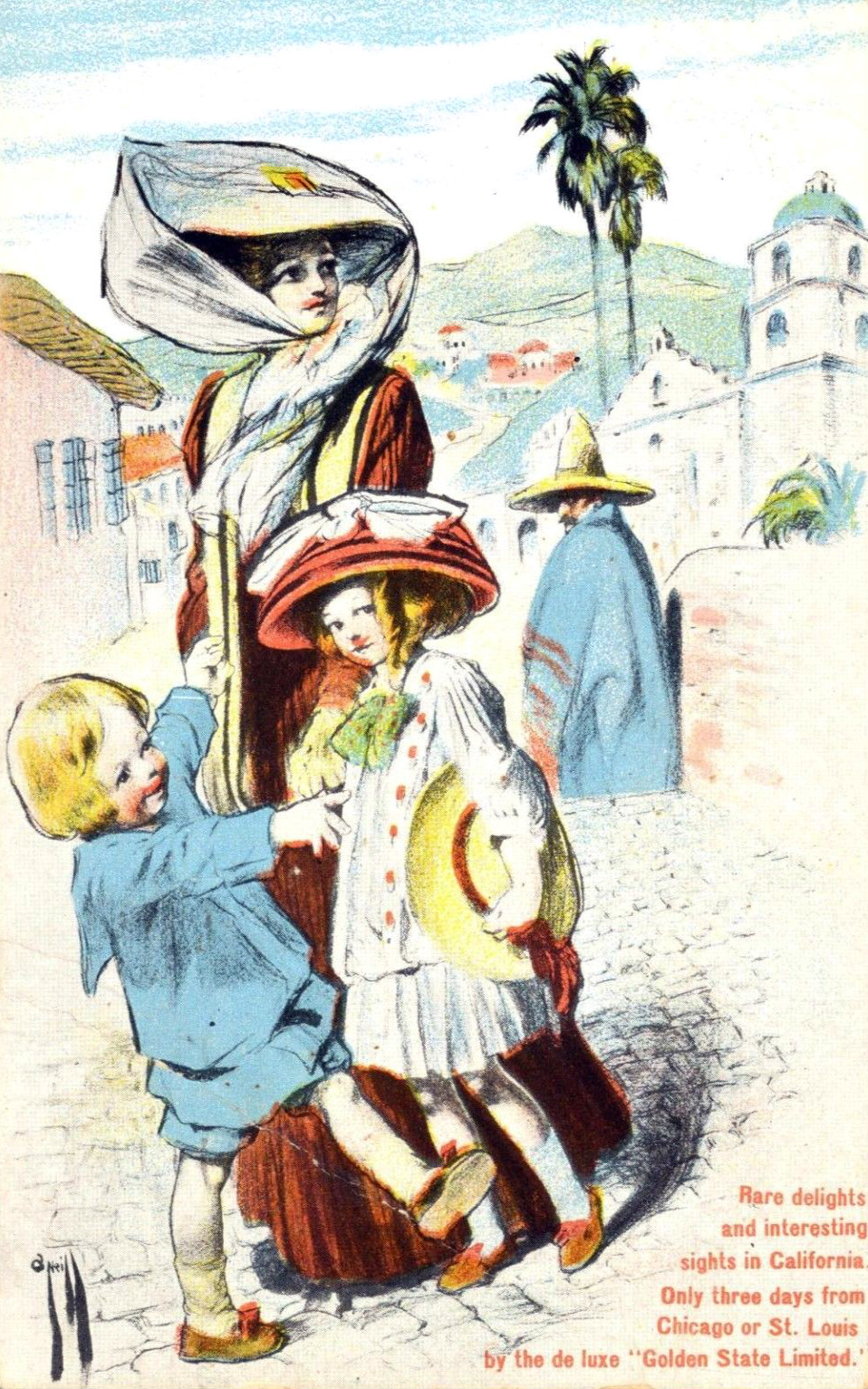
ロック・アイランド鉄道のゴールデン・ステート特別急行を宣伝するポストカード（1911年）。

「キューピー狂時代（Kewpie Craze）」と呼ばれたブームはすさまじく、漫画やイラストレーションから生まれたキャラクター文化として、ミッキーマウスに取って代わられるまで最初にして最大の成功例だったといわれる。紙人形や絵本にとどまらずポストカードや便せん、食器や日用品、服飾やインテリアなど大量のキャラクター商品が作られた。もっとも人気を集めたのはキューピー人形である。1912年、ニューヨークの問屋ボークフェルト& Co.がオニールと契約を交わし、ドイツの陶器会社J・D・ケストナーにビスク・ドールの製造を依頼した。オニールは現地工場を訪ねて生産を監修した。ドイツでは様々なサイズの人形が作られたが、第一次世界大戦が起きると生産拠点は米国国内に移り、コンポジション・ドールやセルロイド製の人形も作られた。キューピー人形はアメリカのみならず日本やオーストラリアなど他国にも広まった。
オニールは人形の発売にあたって、著作権と商標権を保持してロイヤルティーを取る先見の明を持っていた。それまで著作だけでも2万ドルの年収を得ていたが、キューピーから得られた収入は約150万ドルに上った（1915年当時、男性の平均年収は700ドル以下に過ぎなかった）。ブームの最盛期には世界一裕福な女性イラストレーターだった。
億万長者となったオニールはボヘミアン的なライフスタイルを追求した。ボニーブルックの実家を増築し、グリニッチ・ヴィレッジのワシントン・スクエア公園に面したアパートの部屋を買い入れ、コネティカット州にも豪勢な邸宅を築いて「カラバ侯爵城」と名付け、チャールズ・キャリル・コールマンから カプリ島の「ナルシス邸」を相続した。ワシントン・スクエアのアパートは芸術家のサロンとなった。オニールをモデルとしたRose of Washington Squareという歌が作られ、同題で映画化された（『ワシントン広場の薔薇』）。1922年にカラバ侯爵城へ移ってからも芸術家の友人知人を招いてパーティーを開いたばかりか、客を何年でも好きなだけ滞在させて生活の面倒を見た。その中には舞踏家のテッド・ショーンやマーサ・グレアム 、作家のウィッター・ビナーやシャーロット・パーキンス・ギルマンがいる。

### 後期の活動

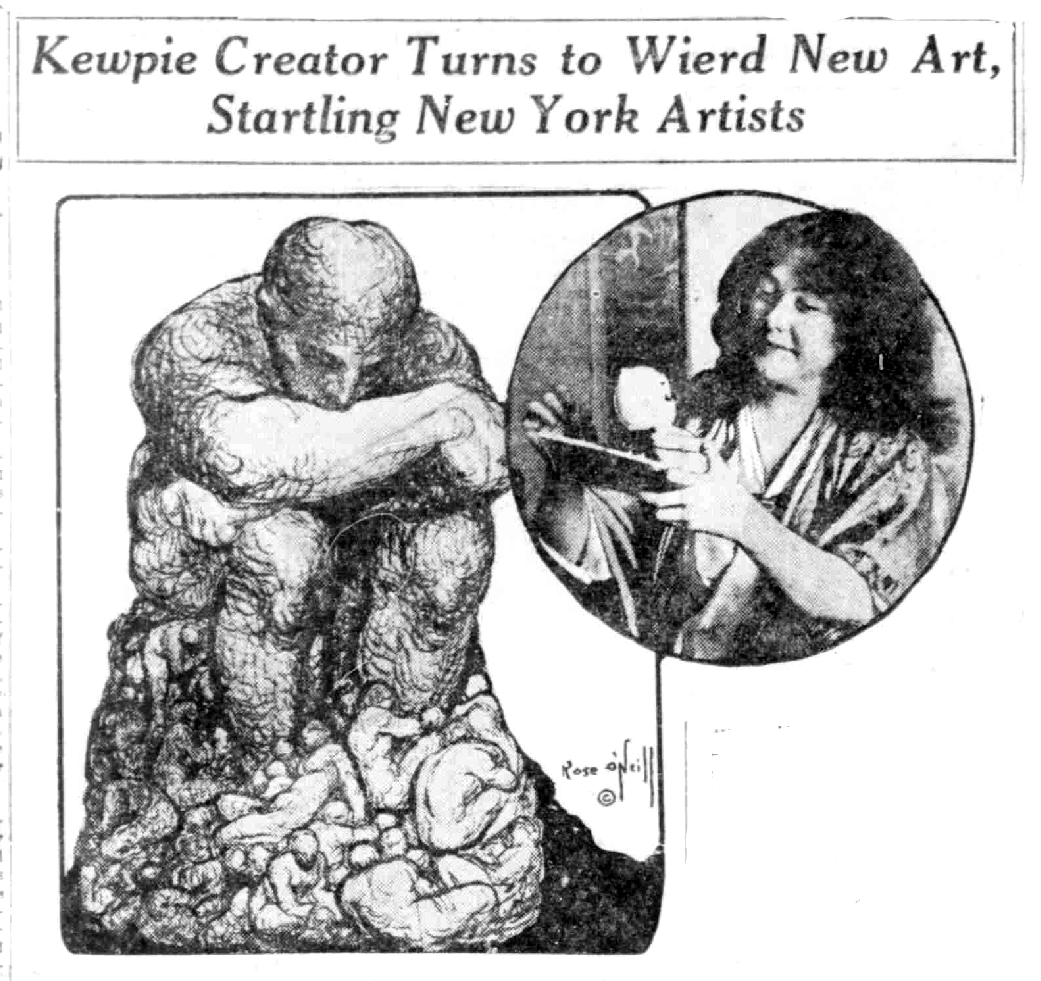
ニューヨークで初の個展を行った後に書かれた新聞記事。
「キューピーの生みの親、奇怪な新境地へ ― ニューヨーク芸術界の肝をつぶす」

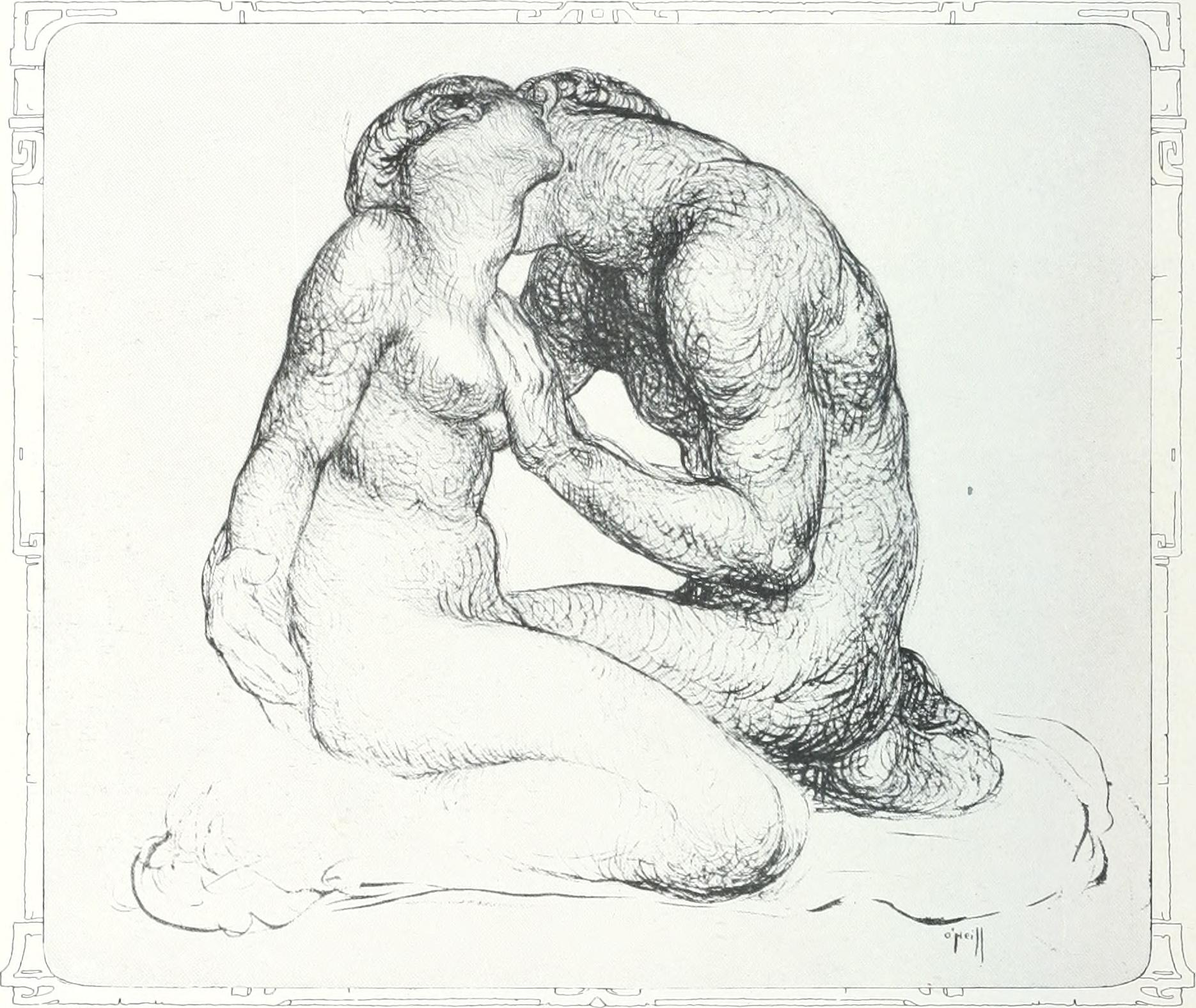
「たゆまぬ身振り（The Eternal Gesture）」（1922年）

オニールはコマーシャル・アートの世界で活躍する傍ら、ファインアートの領域でも私的に制作活動を行っていた。オーギュスト・ロダンのスタジオで彫刻を学んだ時期もある。オニールの芸術作品はキューピーのような子供向け作品とは趣が異なっており、夢や神話から着想を得た実験的な性格のもので、ケルト風のロマン主義を窺わせた。キューピー以前の1902年ごろから描き継がれた「愛しい怪物たち（Sweet Monsters）」と呼ばれるペン画の作品群は、原始人か獣のような異形の怪人が抱擁し合う「力強く、グロテスクな」ものだった。批評家は「人間性の野蛮、未開、蒙昧な側面」が表現されていると評した。1906年にはフランスの権威ある国民美術協会会員に迎え入れられて作品の展示を行っている。1921年から1926年にかけてパリに滞在し、1921年にドゥヴァンベ画廊で絵や彫刻の個展を行った。パリでの好評とは裏腹に、1922年にニューヨークのウィルデンシュタイン画廊で行われた同内容の個展は賛否が分かれた。「幸せを運ぶ愛の天使」キューピーを求めるアメリカ人はおぞましい怪物に戸惑いを見せた。
1927年にアメリカに帰国し、1937年までにボニーブルックへ最後の転居を行った。それまでの生活で激しい浪費を行い、家族を一手に養い、最初の夫や芸術家の取り巻きに貢ぎ続けてきたため、1940年代には家屋や財産の大半を失っていた。世界恐慌も経済的な打撃だった。このころオニールは自身の作品がもはや求められていないことに気づいてひどく落胆した。30年にわたったキューピーブームは衰え、遊びがいのある着せ替え人形が人気を集めていた。広告素材としては写真がイラストレーションに取って代わりつつあった。オニールは人形の新作に取り組み、「リトル・ホーホー」を生み出した。赤ん坊が笑っているような仏像だった。しかし生産計画が立ち上がる直前に工場が火事で焼失した。

### 晩年
ミズーリ州ポイント・ルックアウトにあるオザークス高校で奉仕活動や作品の寄付を行い、地域の芸術にも貢献したことで、地元ブランソンの名士とみなされるようになった。あるときはブランソンの全住民に私費で天然痘のワクチン接種を受けさせたと伝えられる。
1944年4月6日、ミズーリ州スプリングフィールドにある甥の家で死亡した。何度か卒中の発作を起こした末の心不全だった。遺体は家族の個人墓地に母親やきょうだいと並んで埋葬された:2–4。ボニーブルックの家屋敷は1947年に火災で焼失したが、後に博物館として再建された。1997年、ボニーブルック・ホームステッドがオニールゆかりの地として歴史登録財に指定された。

## 人物と評価

### 私生活
女性の離婚が好ましく思われていなかった時代に二度結婚し、その後は未婚のまま恋人を作った。子供好きだが自身は持たなかった。「陽気な変わり者で、性格的に激しいところがあった」と言われる。赤ちゃん言葉でしゃべる癖があり、二人目の夫ウィルソンを苛立たせたという。
芸術活動や子供の福祉のために私財を投じる篤志家でもあった。晩年の自伝によると、キューピーに託した信条は「正しい行いを、楽しく行おう。この世界にはもっと笑いが必要だ。せめて微笑みだけでも」だという。

### 女性史

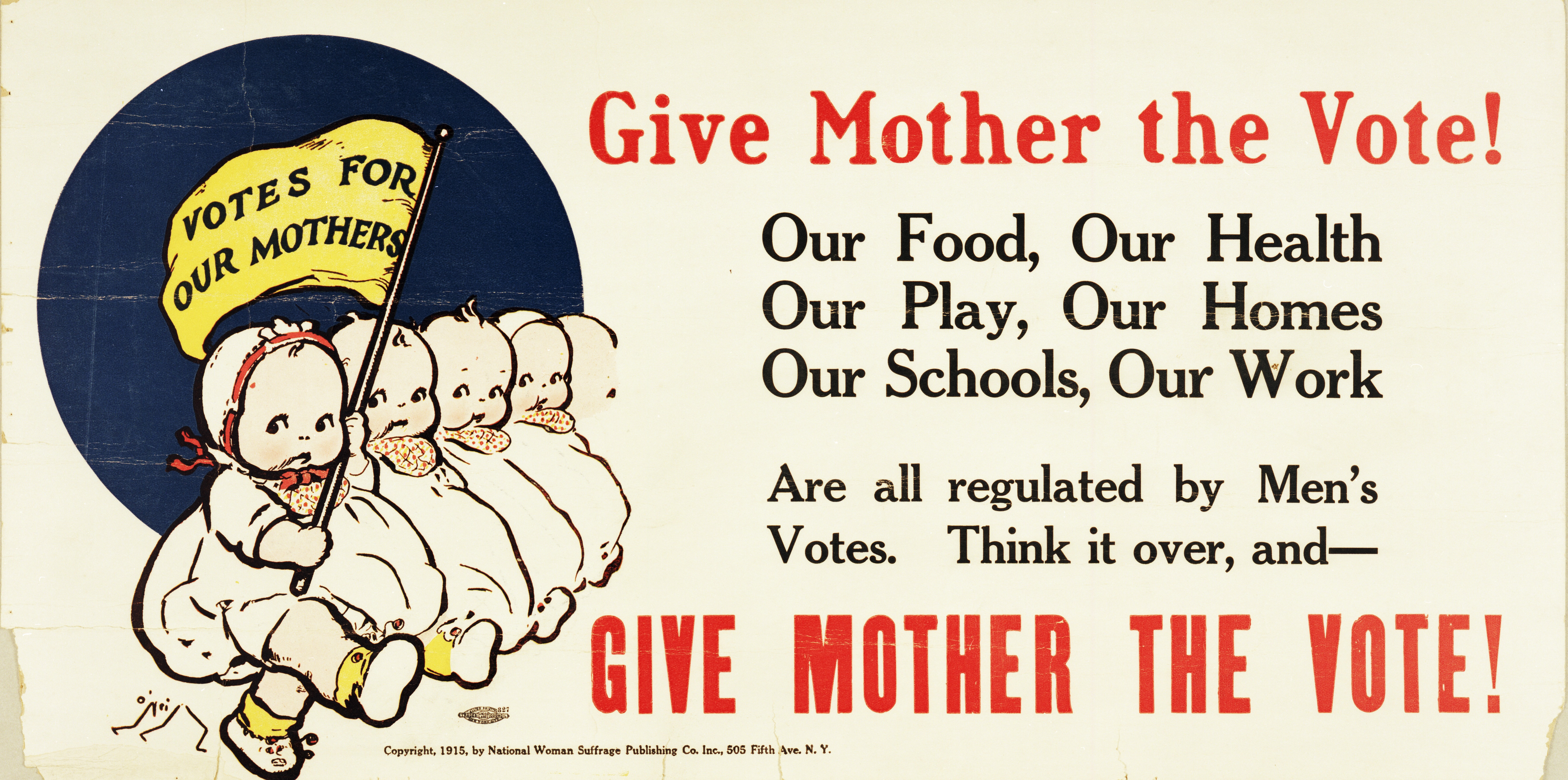
女性参政権を訴えるポストカード（1915年）。

1910年代には女性参政権運動の旗手として活動した（この運動は1920年の憲法修正で成就した）。オニールは新聞紙上で多くのインタビューを受け、
全米婦人参政権協会が実施するパレードや大会に参加し、キャンペーンのポスターやポストカードに作品を提供した。一コマ漫画の連載「キューピー・コーナー・キューピーグラム」でも女性の権利が頻繁に扱われた。キューピーは単に有名なキャラクターという以上に、運動に対する一般のイメージを向上させるのに大きく役立った。当時の女性参政権論者は男性を嫌悪する「女を捨てた女（unsexed woman）」というステレオタイプなイメージを流布されていたが、可愛らしいキューピーはその対極だった。赤ん坊が「お母さんに参政権をあげて」という旗を掲げて行進するポストカード（右図）の絵は、子育てに関する政策が主婦の生活を左右することを指摘し、伝統的な家族観と対立せずに運動の価値を訴えるものだった（これは同協会の戦略でもあった）。運動への参加は「キューピーの母」としてのイメージを損ねる可能性もあったが、オニールは「何も言わせてもらえずに生きていくってどういうことか、私は知ってるから」と参加を決めたという。
オニールはまた芸術をはじめとする社会の各領域に女性が進出することを唱道しており、コルセットやハイヒールのような非実用的な服装を批判した。イラストレーションでは独特な女性ファッションを描いていた。オニール自身、ベルベットのギリシア風ローブを着て裸足で歩く姿で知られた。

### 評価
オニールは米国で最初の職業的な女性イラストレーターの一人である。1916年に女性として初めてニューヨークのイラストレーター協会フェローに選出され、没後の1999年には殿堂に迎えられた。コミック・ストリップ研究家のリック・マーシャルは男性優位の社会で活躍した「最初の偉大な女性漫画家」であるオニールの「圧倒的な才能と輝かんばかりの作品」を称賛した。トリナ・ロビンズもコミック史における女性の役割に関する著作でパイオニアとしてのオニールを評価した。
作品の知名度としてはキューピーの人形が突出している。多作で活動領域が広く、特にコマーシャル・アートや人形デザインで成功した一方で、芸術家としての評価はアメリカにおいて一歩譲る。しかし活動当時、排他的なフランス国民美術協会にアメリカ女性として初めて迎えられたのは大きな栄誉だった。2019年に放送大学の講座でオニールを取り上げた栩木玲子は、アメリカ文化史において「傑出して優れた芸術家であり、経歴も精彩に富むが、それほど注目を浴びていない」代表例だと述べている。
2019年にイラストレーターや女性参政権論者としての活動などが評価されて全米女性の殿堂に迎えられ、それと前後してアメリカ国内で作品の再評価が進んだ。

## 主要著作

### 自著
- The Loves of Edwy (Boston: Lothrop, 1904)[66]
- The Lady in the White Veil (New York: Harper and Brothers, 1909)[1]
- The Kewpies and Dottie Darling (New York: George H. Doran, 1912)[1]
- The Kewpies: Their Book, Verse and Poetry (New York: Frederick A. Stokes, 1913)[1]
- The Kewpie Kutouts (1914)[1]
- The Master-Mistress (New York: Knopf, 1922)[1]
- Kewpies and the Runaway Baby (New York: Doubleday, Doran, 1928)[1]
- Garda (New York: Doubleday, Doran, 1929)[1]
- The Goblin Woman (New York: Doubleday, Doran, 1930)[67]
- Scootles and Kewpie Doll Book (Akron: Saalfield Publishing, 1936)[1]
- Scootles in Kewpieville (Akron: Saalfield Publishing, 1936)[1]
- The Story of Rose O'neill: An Autobiography edited by Miriam Formanek-Brunell (Columbia: University of Missouri Press, 1977)[1]

### 挿絵
- The Lions of the Lord by Harry Leon Wilson (Boston: Lothrop, 1903)[24]
- The Boss of Little Arcady by Harry Leon Wilson (Boston: Lothrop, 1905)[24]
- The Hickory Limb by Parker Hoysted Fillmore (New York: John Lane Co., 1910)[1]
- Our Baby’s Book (New York: Woman's Home Companion, 1914)[1]
- A Little Question of Ladies’ Rights by Parker Hoysted Fillmore (New York: John Lane Co., 1916)[1]
- The Kewpie Primer by Vernon Wuinn (New York: F. A. Stokes, 1916)[1]
- Tomorrow's House; or The Tiny Angel by George O'Neil (New York: E. P. Dutton, 1930) [1]
- Sing a Song of Safety by Irving Caesar (New York: I. Caesar, 1937)[1]

### 日本語版
- 『キューピー村物語』北川和夫監修、横森理香訳（クレスト社、1997年）― 初邦訳[68]
- 『キューピーたちの小さなおはなし』北川和夫監修、岸田矜子・岸田琴訳（フレーベル館、1999年）
- 『キューピー物語 キューピーとおばけやしきの巻』北川和夫構成・監修、北川美佐子訳（如月出版、2002年）
- 『キューピー物語 キューピーとサンタの巻』北川和夫構成・監修、北川美佐子訳（如月出版、2002年）
- 『キューピー物語 キューピーと妖精のこどもの巻』北川和夫構成・監修、北川美佐子訳（如月出版、2003年）
- 『キューピー物語 キューピーとサーカスの巻』北川和夫構成・監修、北川美佐子訳（如月出版、2003年）
- 『キューピー物語 キューピーとおてつだいの巻』北川和夫構成・監修、北川美佐子訳（如月出版、2004年）